# Trap Metal
Trap Metal (auch bekannt als Ragecore, Death Rap, Industrial Trap und Scream Rap) ist ein Fusionsgenre, das Elemente der Trap-Musik und des Heavy Metal sowie Elemente anderer Genres, wie Industrial und Nu-Metal, kombiniert.

## Definition
Es zeichnet sich durch verzerrte Beats, Hip-Hop-Flows, rauen Gesang und tief gestimmte Heavy-Metal-Gitarren aus. Der Gesang besteht meist aus gebrüllten oder geschrienen Vocals. Es ist nicht unüblich, dass Trap-Metal-Produzenten Metal-Gitarrenloops samplen und diese in ihren Werken verwenden. Bones wird von Kerrang! als einer der ersten Vertreter des Genres angesehen, der seit 2014 Trap-Metal-Tracks aufführt. Der britische Rapper Scarlxrd wird oft mit dem Genre in Verbindung gebracht und gilt als Pionier des Trap Metal. WQHT bezeichnete die 2014 erschienene gleichnamige EP von OG Maco als Teil der frühen Entwicklung des Genres. In den meisten Fällen handeln die Lyrics von Trap-Metal-Songs über Gewalt und Mord sowie andere kriminelle Aktivitäten. Dies ergibt sich meist aus der aggressiven Natur der Künstler sowie der Instrumentals, die verwendet beziehungsweise gesamplet werden.

## Bekannte Vertreter
- ZillaKami
- Ghostemane
- Cameronazi
- XXXTentacion
- Scarlxrd
- Suicideboys
- PRXJEK
- Bones
- Craig Xen
- OmenXIII
- IC3PEAK
- Syringe (Sybyr)
- Kamiyada

- Killstation